# Șanțul parietooccipital

Faţa medială a emisferei cerebrale.

Șanțul parietooccipital (Sulcus parietooccipitalis) sau fisura parietooccipitală (Fissura parietooccipitalis), șanțul occipitoparietal, scizura perpendiculară internă, fisura perpendiculară internă, este o fisură (șanț) foarte profundă, orientată aproape vertical, pe fața medială a fiecărei emisfere cerebrale, care marchează limita dintre precuneus aflat în lobul parietal și cuneus aflat în lobul occipital, și delimitează lobul parietal de lobul occipital; partea sa inferioară se curbează anterior înainte și fuzionează cu extensia anterioară a șanțului calcarin (Sulcus calcarinus). 
Șanțul parietooccipital (scizura perpendiculară internă) este paralel cu scizura perpendiculară externă a lui Gratiolet, care este o continuare pe fața laterală a emisferei a  șanțului parietooccipital. Șanțul parietooccipital formează limita anterioară a lobului occipital și separă pe fața internă a emisferei cuneusul de precuneus.
Șanțul parietooccipital coboară de la marginea superioară a emisferului cerebral sub un unghi care este foarte aproape de un unghi drept, se îndreaptă oblic în jos și înainte pe  fața internă a emisferei, și se termină posteroinferior de spleniul corpului calos, unde se unește sub un unghi ascuțit cu șanțul calcarin. Șanțul parietooccipital este constant; el este remarcabil prin direcția sa rectilinie, claritatea și profunzimea sa.
Așa cum a remarcat Broca, șanțul calcarin și șanțul parietooccipital conturează în ansamblul lor o figură care poate fi comparată cu un Y culcat (≻): ramura superioară a lui Y reprezintă șanțul parietooccipital; coada și ramura sa inferioară reprezintă șanțul calcarin. Șanțul calcarin este, astfel, compus din două părți: o porțiune anterioară, cu o lungime de 2 cm, care se extinde de la  plica temporo-limbică până la originea șanțului parietooccipital și o porțiune posterioara, mult mai lungă, care include restul șanțului. Dintre aceste două părți, prima este ascendentă, iar a doua ușor descendentă; șanțul calcarin nu este tocmai rectiliniu, ci descrie în ansamblul său o ușoară curbă cu concavitatea sa îndreptat în jos.
Atunci când se îndepărtează buzele șanțului parietooccipital, se întâlnesc întotdeauna două (uneori trei) plici de trecere adânci – una inferioară și alta superioară, care conectează cuneusul cu girusurile vecine.
Plica inferioară numită plică de trecere cuneolimbică Broca  (plică de trecere parietooccipitală internă și inferioară Gratiolet, girusul cuneat, Gyrus cunei) este constantă și ocupă partea inferioară a șanțului parietooccipital, care îl separă de șanțul calcarin.  Plică de trecere cuneolimbică Broca separă complet șanțul parietooccipital de șanțul calcarin, astfel încât traiectul comun a lor este aparent doar la suprafață.  Plică de trecere cuneolimbică Broca este, în general, formată din două sau chiar trei plici mici paralele, care se extind la vârful cuneusului spre partea posterioară a girusului cingular. 
Plica superioară - plica de trecere parietooccipitală internă și superioară, de asemenea constantă, ocupă partea superioară a șanțului parietooccipital și leagă partea mijlocie a precuneusului cu unghiul anterosuperior al cuneusului. Ea întrerupe superior fundul șanțului parietooccipital; se îndreaptă posterior și în interior, și apare pe suprafața creierului la nivelul marginei emiferei, unde se confundă cu prima plică de trecere parietooccipitală externă Gratiolet (numită și arcul parietooccipital). Prima plică de trecere parietooccipitală externă Gratiolet (arcul parietooccipital) se află la extremitatea superioară a șanțului parietooccipital și unește lobul occipital cu lobulul parietal superior.